# Blepisanis parteruficollis
Blepisanis parteruficollis är en skalbaggsart som först beskrevs av Stefan von Breuning 1954.  Blepisanis parteruficollis ingår i släktet Blepisanis och familjen långhorningar. Inga underarter finns listade.